# پدرو آرمنداریس جونیور
پدرو آرمنداریس جونیور (به انگلیسی: Pedro Armendáriz, Jr.) (زاده ۶ آوریل ۱۹۴۰ - درگذشته ۲۶ دسامبر ۲۰۱۱) بازیگر مکزیکی بود.
از فیلم‌ها یا سریال‌های تلویزیونی معروف او می‌توان به بازی در فیلم ماچو کالاهان، گرینگوی پیر، پگاه نو، افسانه زورو، نقاب زورو، گوشه‌ای از بهشت، خانه پدری من و روزی روزگاری در مکزیک اشاره کرد.